# Robin S
Robin S (geboren als Robin Stone, Queens, New York, 27 april 1962) is een Amerikaanse zangeres en songwriter.

## Loopbaan
Robin S was zeer succesvol in de jaren negentig, met nummers als "Show Me Love" en "Luv 4 Luv". Het nummer "Show Me Love" wordt nog vaak in remixes gebruikt. "Show Me Love 2008" behaalde in oktober 2008 zelfs de nummer 1 in de Nederlandse Top 40. Het nummer staat op het album Show me Love, dat voor een belangrijk deel door StoneBridge is geproduceerd. Haar tweede album From Now On (1997) werd geproduceerd door onder andere Todd Terry, Tony Moran en King Britt, maar werd geen succes. 
Robin S woont in de Amerikaanse staat Georgia. Op 13, 14 en 15 mei 2016 trad ze als gastartiest op tijdens Toppers in Concert in de Amsterdam ArenA.

## Discografie

### Albums
| Album met eventuele hitnotering(en) in de Nederlandse Album Top 100 | Datum van verschijnen | Datum van binnenkomst | Hoogste positie | Aantal weken | Opmerkingen |
| ------------------------------------------------------------------- | --------------------- | --------------------- | --------------- | ------------ | ----------- |
| Show me love                                                        | 1993                  | 31-07-1993            | 19              | 32           |             |
| From now on                                                         | 1997                  | -                     |                 |              |             |

### Singles
| Single met eventuele hitnotering(en) in de Nederlandse Top 40 | Datum van verschijnen | Datum van binnenkomst | Hoogste positie | Aantal weken | Opmerkingen                                           |
| ------------------------------------------------------------- | --------------------- | --------------------- | --------------- | ------------ | ----------------------------------------------------- |
| Show Me Love                                                  | 1993                  | 08-05-1993            | 13              | 18           | Nr. 13 in de Single Top 100                           |
| Luv 4 Luv                                                     | 1993                  | 21-08-1993            | 4               | 11           | Nr. 5 in de Single Top 100                            |
| What I Do Best                                                | 1993                  | 11-12-1993            | 21              | 6            | Nr. 23 in de Single Top 100 / Alarmschijf             |
| I Want to Thank You                                           | 1994                  | 07-05-1994            | tip17           | -            |                                                       |
| Back It Up                                                    | 1994                  | 10-12-1994            | 36              | 3            | Nr. 40 in de Single Top 100 / Dancesmash op Radio 538 |
| Show Me Love (Remix)                                          | 2002                  | 02-11-2002            | tip5            | -            | Nr. 80 in de Single Top 100                           |
| Show Me Love 2008                                             | 2008                  | 04-10-2008            | 1(3wk)          | 16           | Nr. 2 in de Single Top 100                            |

| Single met hitnotering(en) in de Vlaamse Ultratop 50 | Datum van verschijnen | Datum van binnenkomst | Hoogste positie | Aantal weken | Opmerkingen                 |
| ---------------------------------------------------- | --------------------- | --------------------- | --------------- | ------------ | --------------------------- |
| Show Me Love                                         | 1993                  | -                     |                 |              | Nr. 5 in de Radio 2 Top 30  |
| Luv 4 Luv                                            | 1993                  | -                     |                 |              | Nr. 6 in de Radio 2 Top 30  |
| What I Do Best                                       | 1993                  | -                     |                 |              | Nr. 21 in de Radio 2 Top 30 |
| I Want to Thank You                                  | 1994                  | -                     |                 |              | Nr. 24 in de Radio 2 Top 30 |
| Back It Up                                           | 1994                  | -                     |                 |              | Nr. 30 in de Radio 2 Top 30 |
| Show Me Love 2008                                    | 2008                  | 01-11-2008            | 24              | 10           |                             |
| Shake It                                             | 06-02-2012            | 17-03-2012            | tip93           | -            | met CtK                     |

### NPO Radio 2 Top 2000
| Nummer met noteringen in de NPO Radio 2 Top 2000 | '15  | '16-'22 | '23  | '24  |
| ------------------------------------------------ | ---- | ------- | ---- | ---- |
| Show Me Love                                     | 1902 | -       | 1772 | 1982 |

1. ↑  Een '-' betekent dat het nummer niet was genoteerd en een vetgedrukt getal geeft de hoogste notering aan.
2. ↑  2015 was het eerste jaar met een notering voor dit nummer.

## Voetnoten
1. ↑  Robin S op Myspace

- Bibliothèque nationale de France: cb13971540f (data)
- Gemeinsame Normdatei: 134815866
- International Standard Name Identifier: 0000 0000 5515 5342
- Library of Congress Control Number: n2003077937
- MusicBrainz: 37a0943e-9638-48fe-9a56-7192d7efbbed
- Nationale Bibliotheek van Tsjechië: xx0140623
- Virtual International Authority File: 5125489
- WorldCat: E39PBJqk7gQKR4B3hKDgTXBpT3